# 2000: Year of the Dragon
2000: Year of the Dragon (englisch für ‚2000: Jahr des Drachens‘) ist das neunte Studioalbum des deutschen Europop-Duos Modern Talking. Es erschien am 28. Februar 2000 unter Hansa Records und BMG Music Publishing und verkaufte sich mehr als 425.000 mal.

## Produktion
In gewohnter Modern-Talking-Art wurde das Album von Dieter Bohlen produziert. Von ihn stammen als Komponist auch fast alle der 19 Lieder auf dem Album. Nur Love Is Forever stammt aus der Feder von Thomas Anders und Peter Ries. Luis Rodriguez war Co-Produzent des Albums. Das Cover gestaltete Ronald Reinsberg.

## Rezeption
Rainer Henze von Laut.de schrieb über das Album: „19mal Modern Talking in altbewährter Kompositions-Genialität nach dem Muster: Intro – Strophe 1 – Chorus (Normal), Chorus (Eier ab) – Strophe 2 – Chori wie gehabt – Abrupter Schluss. Dazu dumpft ein markerschütterndes Eins-Zwei-Drei-Vier-Vierteltakt Bass-Drum Metronom durch sämtliche der 19 Lieder, alle in gleicher Tonart, gleiche Harmonien.“
Monica Stark von Collectionscanada schrieb: „Jede Entwicklung, die Sie in Year of the Dragon miterleben, ist rein zufällig. Es ist zwar passiert, aber die Veränderungen scheinen eher auf die Technologie zurückzuführen zu sein (es ist jetzt einfacher, elektronische Musik zu machen als 1983) als auf Fortschritte von Modern Talking als Musiker.“

## Titelliste
| #  | Titel                                                | Autor(en)                 | Produzent(en) | Länge |
| -- | ---------------------------------------------------- | ------------------------- | ------------- | ----- |
| 1  | China in Her Eyes                                    | Dieter Bohlen             | Dieter Bohlen | 4:22  |
| 2  | Don’t Take Away My Heart                             | Dieter Bohlen             | Dieter Bohlen | 3:54  |
| 3  | It’s Your Smile                                      | Dieter Bohlen             | Dieter Bohlen | 3:31  |
| 4  | Cosmic Girl                                          | Dieter Bohlen             | Dieter Bohlen | 3:41  |
| 5  | After Your Love Is Gone                              | Dieter Bohlen             | Dieter Bohlen | 3:41  |
| 6  | Girl Out of My Dreams                                | Dieter Bohlen             | Dieter Bohlen | 3:58  |
| 7  | My Lonely Girl                                       | Dieter Bohlen             | Dieter Bohlen | 4:00  |
| 8  | No Face, No Name, No Number                          | Dieter Bohlen             | Dieter Bohlen | 3:59  |
| 9  | Can’t Let You Go                                     | Dieter Bohlen             | Dieter Bohlen | 4:22  |
| 10 | Part Time Lover                                      | Dieter Bohlen             | Dieter Bohlen | 3:11  |
| 11 | Time Is on My Side                                   | Dieter Bohlen             | Dieter Bohlen | 3:37  |
| 12 | I’ll Never Fall in Love Again                        | Dieter Bohlen             | Dieter Bohlen | 4:39  |
| 13 | Avec toi                                             | Dieter Bohlen             | Dieter Bohlen | 3:52  |
| 14 | I’m Not Guilty                                       | Dieter Bohlen             | Dieter Bohlen | 3:39  |
| 15 | Fight for the Right Love                             | Dieter Bohlen             | Dieter Bohlen | 3:42  |
| 16 | Walking in the Rain of Paris                         | Dieter Bohlen             | Dieter Bohlen | 3:41  |
| 17 | Fly to the Moon                                      | Dieter Bohlen             | Dieter Bohlen | 3:37  |
| 18 | Love Is Forever                                      | Thomas Anders, Peter Ries | Dieter Bohlen | 3:24  |
| 19 | China in Her Eyes (Rap Version) feat. Eric Singleton | Dieter Bohlen             | Dieter Bohlen | 3:10  |

## Auszeichnungen für Musikverkäufe
| Land/Region        | Auszeichnungen für Musikverkäufe (Land/Region, Auszeichnung, Verkäufe) | Verkäufe |
| ------------------ | ---------------------------------------------------------------------- | -------- |
| Deutschland (BVMI) | Platin                                                                 | 300.000  |
| Russland (NFPF)    | —                                                                      | 100.000  |
| Schweiz (IFPI)     | Gold                                                                   | 25.000   |
| Insgesamt          | 1× Gold · 1× Platin ·                                                  | 425.000  |